# Chapelle-lez-Herlaimont
Chapelle-lez-Herlaimont is een dorp en gemeente in de Belgische provincie Henegouwen. De gemeente telt ruim 14.000 inwoners. De gemeente ligt tussen de stedelijke kernen van La Louvière en Charleroi in.

## Geschiedenis

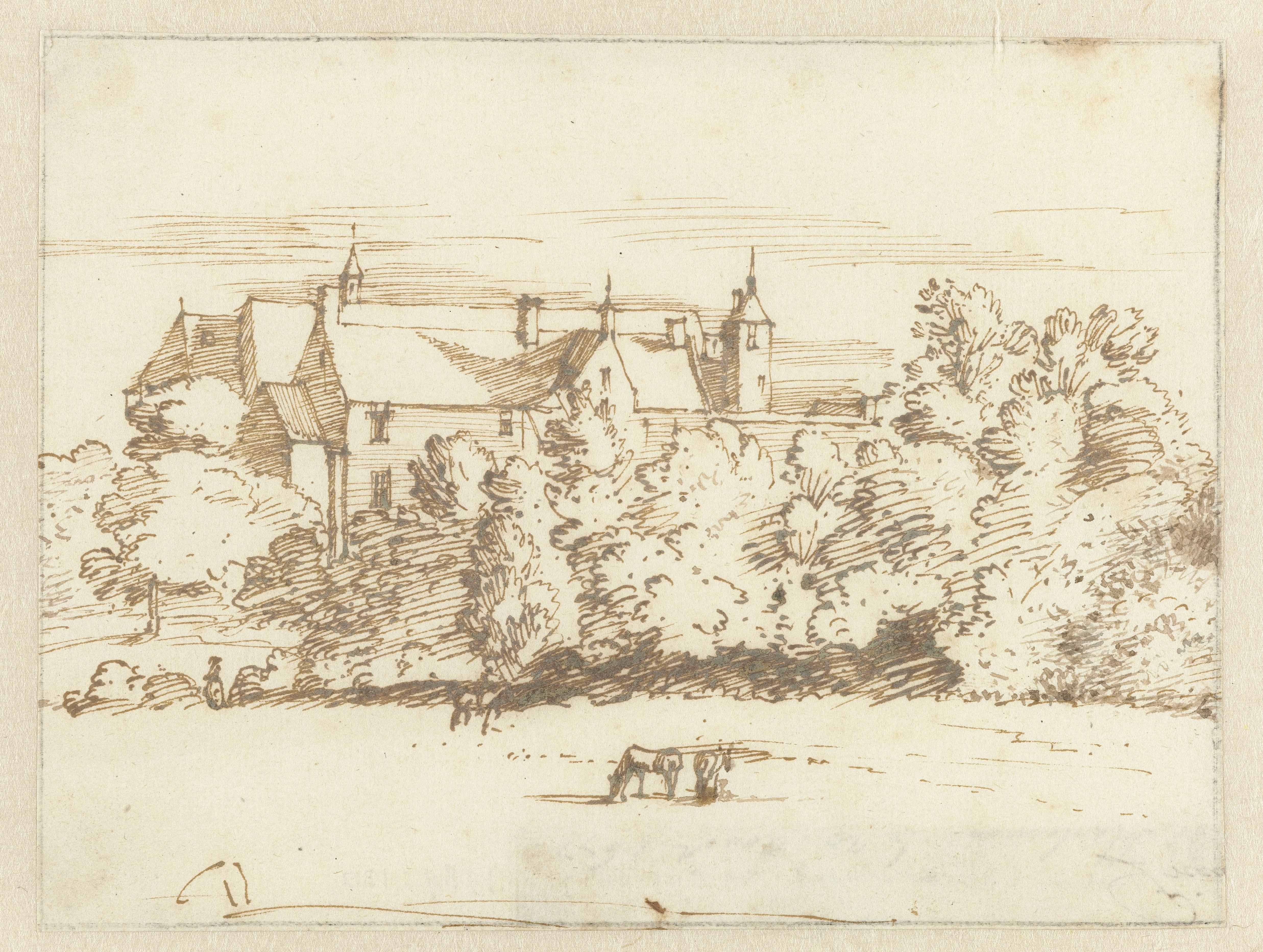
De voormalige priorij in 1677

Het dorp verschijnt in de oorkonden in 1136, wanneer de heer van Trazegnies een deel van Herlaimont schenkt aan de abdij van Floreffe. De premonstratenzers richtten er een priorij op, waarvan de kerk in 1140 werd ingewijd. Het dorp werd bediend door een kapel waaraan het zijn naam dankt. Otto van Trazegnies verleende in 1220 vrijheidsrechten aan Chapelle-lez-Herlaimont en bepaalde dat de bestuurders zouden worden gekozen onder de burgers door de abt van Floreffe. De vrijheid was een betwist gebied tussen het hertogdom Brabant en het graafschap Namen.
Concessies uit 1766 markeren het begin van de steenkoolextractie in het dorp. Ze viel stil tegen 1860 omdat de mijnen niet meer rendabel exploiteerbaar waren volgens de toenmalige middelen. De priorij kende tot 1830 een religieus leven en is toen afgebroken.
Tot in 1986 reed de elektrische NMVB-streektramlijn 80 door het dorp, op enkelspoor. De route verliep via N583, Rue de la station, Rue Solvay, Rue Robert, Rue de Gouy. Bij de Rue de Commerce dook de tram tussen twee huizen door (nu staat daar een garage), reed schuin door het veld, kruiste de Rue du Marais, reed om een bos heen, en kwam dan in de Rue Saint-André. En zo werd de N583 weer bereikt. Op de Rue du Marais en in Rue Saint André zou nog steeds rails liggen. Tot 1962 reed ook tramlijn 82 hier. Lijn 80 was de één-na-laatste klassieke "boerentramlijn" van de honderden die er waren in België.

## Kernen
Godarville en Piéton.

### Deelgemeenten
| # | Naam                    | Opp. (km²) | Inwoners (2020) | Inwoners per km² | NIS-code |
| - | ----------------------- | ---------- | --------------- | ---------------- | -------- |
| 1 | Chapelle-lez-Herlaimont | 8,23       | 10.008          | 1.216            | 52010A   |
| 2 | Godarville              | 2,88       | 2.380           | 826              | 52010B   |
| 3 | Piéton                  | 7,08       | 2.417           | 342              | 52010C   |

## Bezienswaardigheden
- De Sint-Germanuskerk (Église Saint-Germain) werd in de 18e eeuw gebouwd maar heeft nog delen van een 16e-eeuws koor. In 1849 werd hij deels verbouwd.
- De Molen van Herlaimont (Moulin d'Herlaimont) is een bovenslagmolen op de Piéton. Rad en inrichting werden verwijderd en er werden woningen in het molenhuis gebouwd.

## Natuur en landschap
Chapelle-lez-Herlaimont ligt aan de Piéton. De hoogte aan de kerk bedraagt 162 meter.

## Economie
In Chapelle-lez-Herlaimont was de Charbonnage Sainte-Catherine actief. Een drietal mijnterrils zijn nog te vinden nabij de plaats.

## Demografische ontwikkeling

### Demografische ontwikkeling voor de fusie
- Bron:NIS - Opm:1831 t/m 1970=volkstellingen; 1976= inwoneraantal op 31 december

### Demografische ontwikkeling van de fusiegemeente
Alle historische gegevens hebben betrekking op de huidige gemeente, inclusief deelgemeenten, zoals ontstaan na de fusie van 1 januari 1977.
- Bronnen:NIS, Opm:1831 tot en met 1981=volkstellingen; 1990 en later= inwonertal op 1 januari

| Inwoners van jaar tot jaar op 1 januari 1992 tot heden | Inwoners van jaar tot jaar op 1 januari 1992 tot heden | Inwoners van jaar tot jaar op 1 januari 1992 tot heden |
| jaar                                                   | Aantal                                                 | Evolutie: 1992=index 100                               |
| ------------------------------------------------------ | ------------------------------------------------------ | ------------------------------------------------------ |
| 1992                                                   | 14.191                                                 | 100,0                                                  |
| 1993                                                   | 14.204                                                 | 100,1                                                  |
| 1994                                                   | 14.191                                                 | 100,0                                                  |
| 1995                                                   | 14.191                                                 | 100,0                                                  |
| 1996                                                   | 14.091                                                 | 99,3                                                   |
| 1997                                                   | 14.113                                                 | 99,5                                                   |
| 1998                                                   | 13.974                                                 | 98,5                                                   |
| 1999                                                   | 13.977                                                 | 98,5                                                   |
| 2000                                                   | 13.909                                                 | 98,0                                                   |
| 2001                                                   | 13.971                                                 | 98,4                                                   |
| 2002                                                   | 14.025                                                 | 98,8                                                   |
| 2003                                                   | 14.137                                                 | 99,6                                                   |
| 2004                                                   | 14.015                                                 | 98,8                                                   |
| 2005                                                   | 13.940                                                 | 98,2                                                   |
| 2006                                                   | 14.022                                                 | 98,8                                                   |
| 2007                                                   | 14.121                                                 | 99,5                                                   |
| 2008                                                   | 14.160                                                 | 99,8                                                   |
| 2009                                                   | 14.212                                                 | 100,1                                                  |
| 2010                                                   | 14.385                                                 | 101,4                                                  |
| 2011                                                   | 14.420                                                 | 101,6                                                  |
| 2012                                                   | 14.561                                                 | 102,6                                                  |
| 2013                                                   | 14.650                                                 | 103,2                                                  |
| 2014                                                   | 14.685                                                 | 103,5                                                  |
| 2015                                                   | 14.726                                                 | 103,8                                                  |
| 2016                                                   | 14.810                                                 | 104,4                                                  |
| 2017                                                   | 14.923                                                 | 105,2                                                  |
| 2018                                                   | 14.900                                                 | 105,0                                                  |
| 2019                                                   | 14.737                                                 | 103,8                                                  |
| 2020                                                   | 14.805                                                 | 104,3                                                  |
| 2021                                                   | 14.735                                                 | 103,8                                                  |
| 2022                                                   | 14.672                                                 | 103,4                                                  |
| 2023                                                   | 14.816                                                 | 104,4                                                  |
| 2024                                                   | 14.839                                                 | 104,6                                                  |
| 2025                                                   | 15.030                                                 | 105,9                                                  |

## Politiek

### Resultaten gemeenteraadsverkiezingen sinds 1976
| Partij                                      | 10-10-1976 | 10-10-1976 | 10-10-1982 | 10-10-1982 | 9-10-1988 | 9-10-1988 | 9-10-1994 | 9-10-1994 | 8-10-2000 | 8-10-2000 | 8-10-2006 | 8-10-2006 | 14-10-2012 | 14-10-2012 | 14-10-2018 | 14-10-2018 | 13-10-2024 | 13-10-2024 |
| Stemmen / Zetels                            | %          | 23         | %          | 23         | %         | 23        | %         | 23        | %         | 23        | %         | 23        | %          | 23         | %          | 23         | %          | 23         |
| ------------------------------------------- | ---------- | ---------- | ---------- | ---------- | --------- | --------- | --------- | --------- | --------- | --------- | --------- | --------- | ---------- | ---------- | ---------- | ---------- | ---------- | ---------- |
| PS                                          | 62,23      | 16         | 62,91      | 17         | 51,04     | 13        | 64,44     | 15        | 69,93     | 18        | 62,22     | 16        | 63,99      | 17         | 66,31      | 17         | 66,71      | 17         |
| UNION1/UC2/LBU3                             | 30,551     | 7          | 22,942     | 5          | 42,43     | 10        | 35,561    | 8         | -         |           | -         |           | -          |            | -          |            | -          |            |
| I.C.1/CDH2/EnsembleA/Go ! ChapelleB/ CATC   | -          |            | -          |            | -         |           | -         |           | 11,991    | 2         | 17,572    | 3         | 17,62A     | 4          | 18,62B     | 4          | 28,85C     | 6          |
| PRL-MCC1/MR2/EnsembleA/Go ! ChapelleB/ CATC | -          |            | -          |            | -         |           | -         |           | 18,081    | 3         | 20,212    | 4         | 17,62A     | 4          | 18,62B     | 4          | 28,85C     | 6          |
| AC1/ CATC                                   | -          |            | -          |            | -         |           | -         |           | -         |           | -         |           | 8,291      | 1          | 7,831      | 1          | 28,85C     | 6          |
| ECOLO                                       | -          |            | -          |            | -         |           | -         |           | -         |           | -         |           | 10,09      | 1          | 7,24       | 1          | 4,44       | 0          |
| UDRT                                        | -          |            | 4,37       | 0          | -         |           | -         |           | -         |           | -         |           | -          |            | -          |            | -          |            |
| PCB                                         | 7,22       | 0          | 9,78       | 1          | 5,07      | 0         | -         |           | -         |           | -         |           | -          |            | -          |            | -          |            |
| PTB                                         | -          |            | -          |            | 1,49      | 0         | -         |           | -         |           | -         |           | -          |            | -          |            | -          |            |
| Totaal stemmen                              | 7097       | 7097       | 7316       | 7316       | 7253      | 7253      | 7307      | 7307      | 7978      | 7978      | 8507      | 8507      | 8781       | 8781       | 9232       | 9232       | 9113       | 9113       |
| Opkomst %                                   |            |            |            |            | 94,01     | 94,01     | 91,64     | 91,64     | 91,74     | 91,74     | 92,35     | 92,35     | 89,09      | 89,09      | 89,28      | 89,28      | 85,47      | 85,47      |
| Blanco en ongeldig %                        | 3,83       | 3,83       | 5,26       | 5,26       | 5,69      | 5,69      | 8,44      | 8,44      | 8,2       | 8,2       | 6,99      | 6,99      | 9,07       | 9,07       | 9,23       | 9,23       | 11,00      | 11,00      |

### Burgemeesters

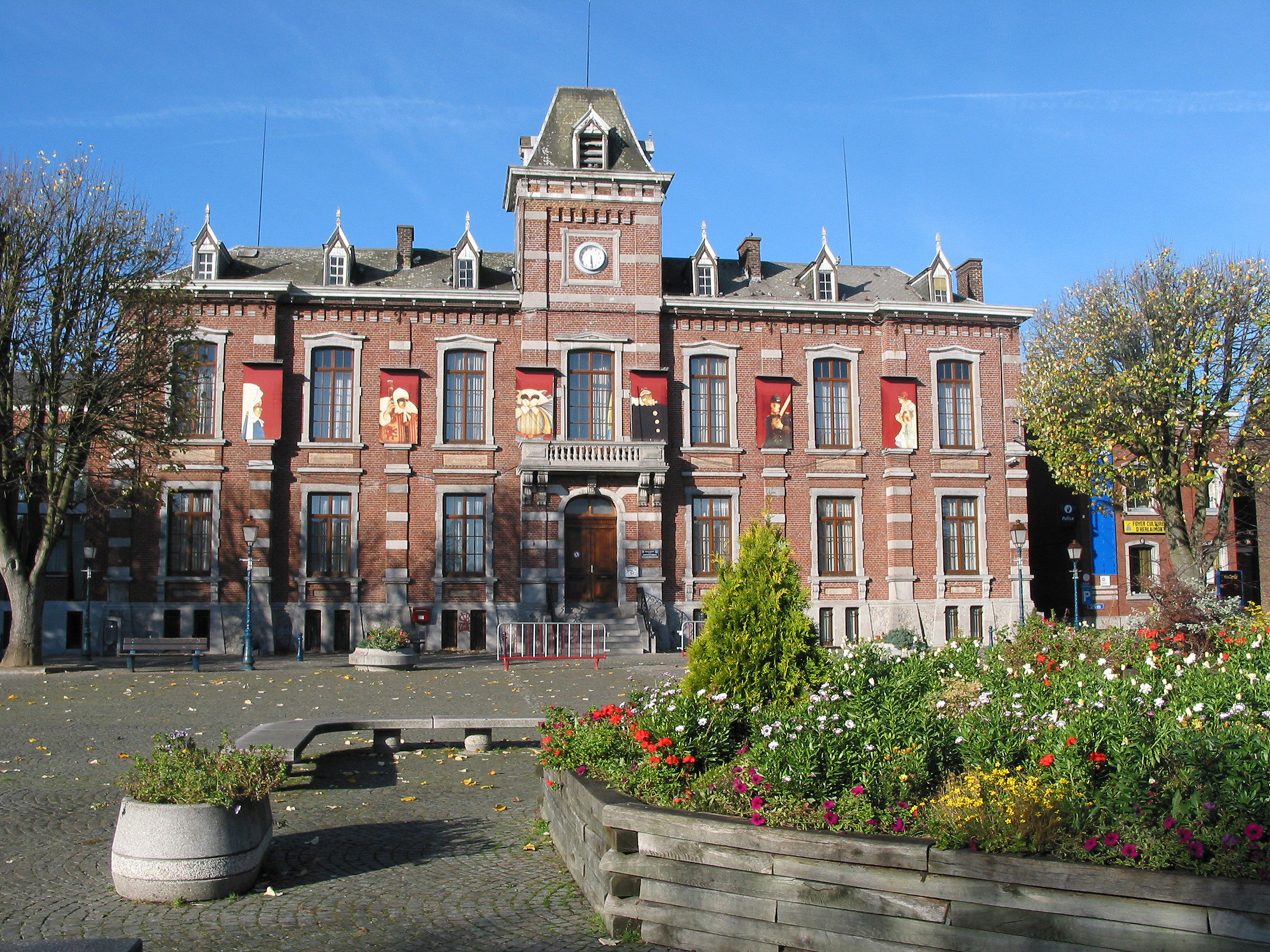
Gemeentehuis van Chapelle-lez-Herlaimont

Burgemeesters van Chapelle-lez-Herlaimont waren:
- 1989-1991 : Lucien Devos
- 1992-1994 : Annie Carlier
- 1995-2012 : Patrick Moriau
- 2013-2024 : Karl De Vos
- 2024-heden: Mourad Sahli

## Bekende inwoners
- Pietro Allatta: voetbalmakelaar

## Nabijgelegen kernen
Godarville, Bellecourt, Carnières, Piéton, Trazegnies